# Giacomo da Campione

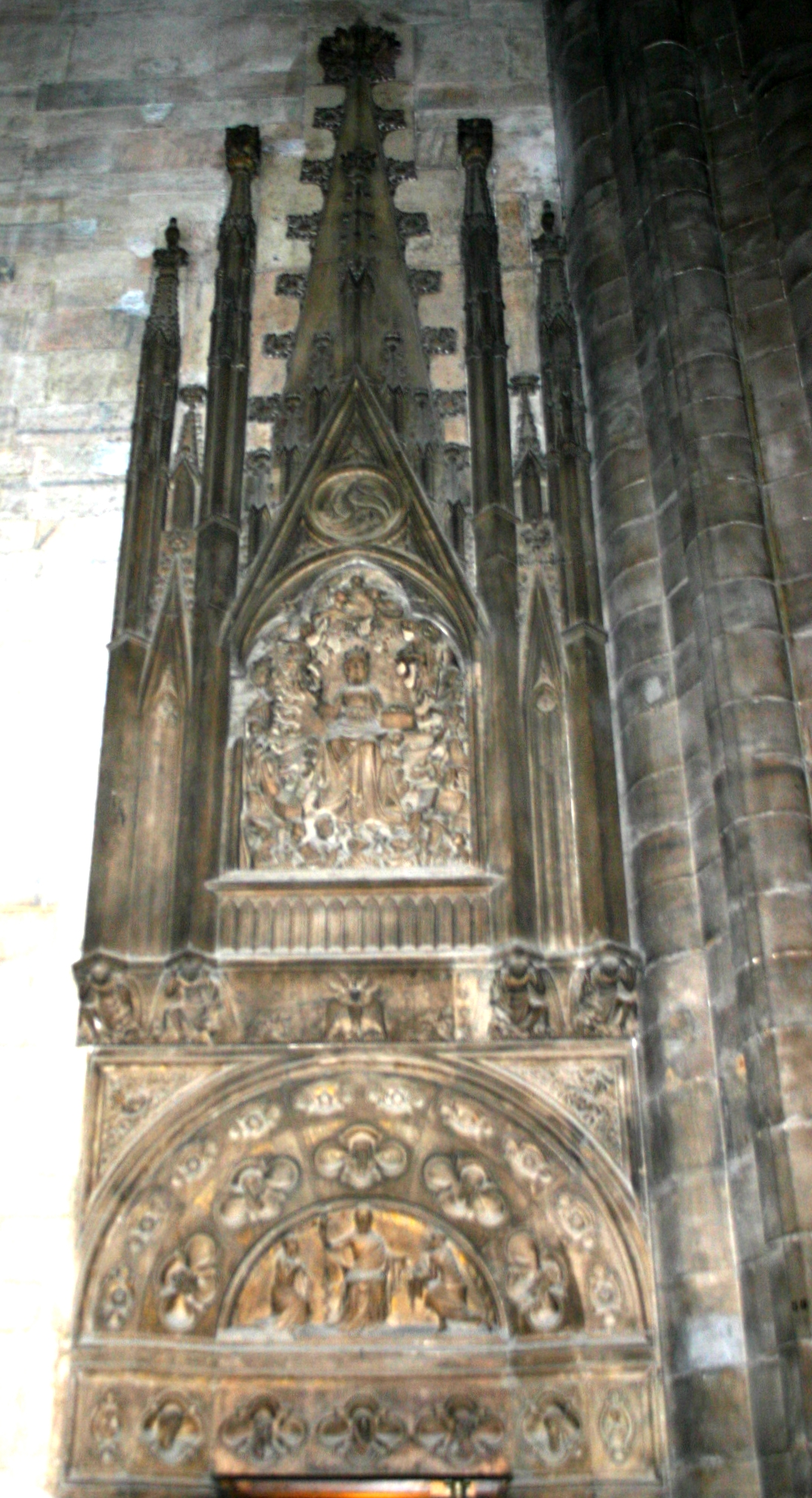
Giacomo da Campione, Mailänder Dom, Portal der nördlichen Sakristei (1389)

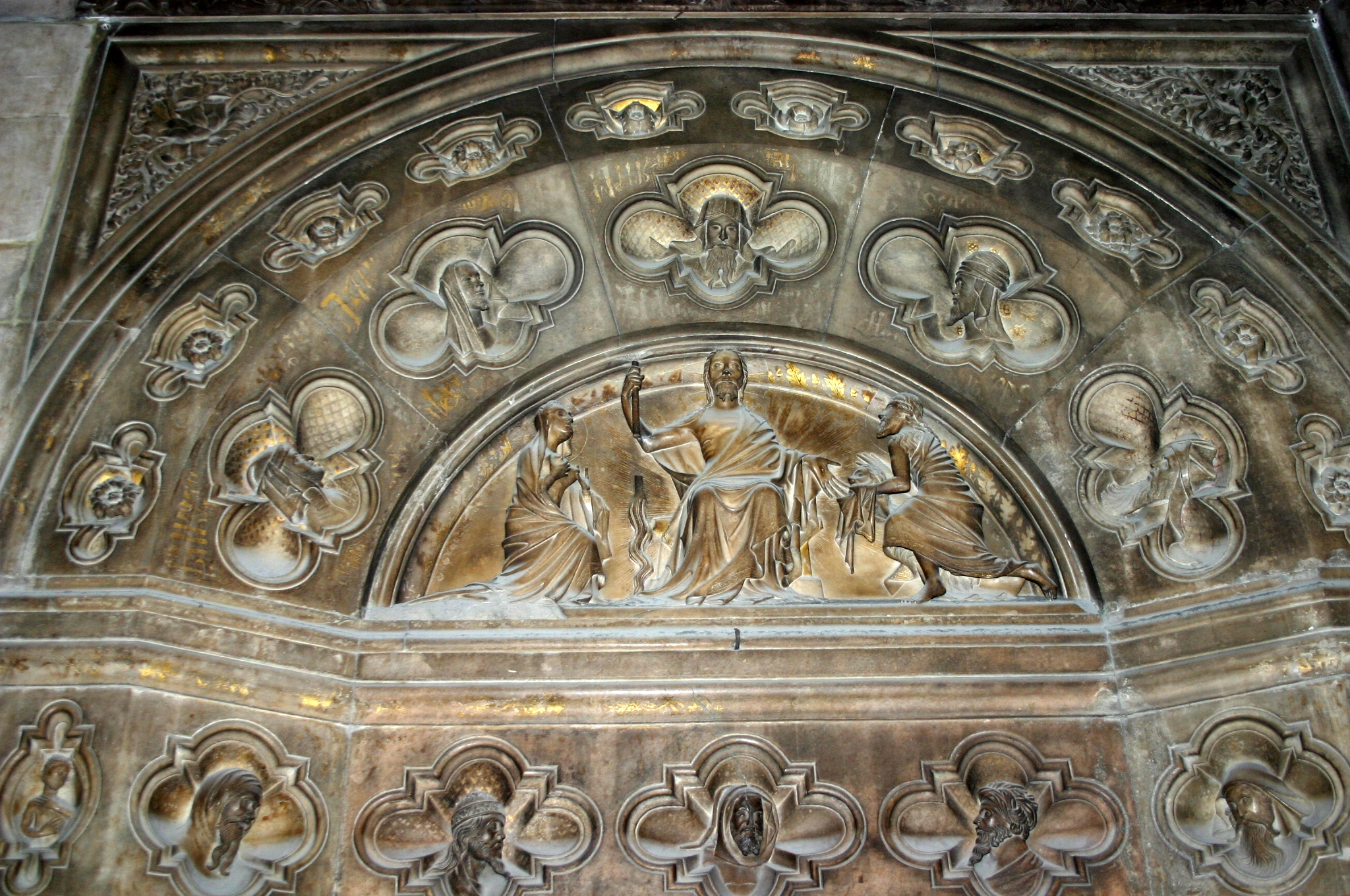
Giacomo da Campione, Mailänder Dom, Portal der nördlichen Sakristei (1389)

Giacomo da Campione oder Jacopo da Campione (* 1340er-Jahre in Campione d’Italia; † um 31. Oktober 1398 in Mailand) war ein italienischer Bildhauer, Ingenieur und Architekt der Gotik.

## Leben
Giacomo war Sohn von Zambonino da Campione von den Maestri Campionesi, sehr aktiv in Mailand und einer der Gründer der Veneranda Fabbrica des Mailänder Doms im Jahr 1387. Seine biografische Herkunft ist nicht bekannt, das Archiv der Mailänder Dombauhütte ist die wichtigste Quelle für seine Biografie. Er ist in der Liste der Künstler, die 1387 die ehrwürdige Fabrik bildeten, mit dem Titel magister a lapidibus vivis aufgeführt und gehört zu den Ingenieuren, die sich 1388 über die unterschiedlichen Abmessungen beim Bau der Außenwände der Apsis stritten. Am 1. Mai desselben Jahres wurde er zusammen mit Marco Solari aus Carona zum Fabrikingenieur ernannt.
Als im letzten Jahrzehnt des 14. Jahrhunderts mit der Baustelle begonnen wurde, die zum Bau der heutigen Kathedrale führte, übernahm der Campionese mit Giovannino de’ Grassi die Rolle des Generalingenieurs. Es waren sehr wichtige Jahre für den Bau der Kathedrale, die Proportionen und die Entwicklung des Mailänder Doms mussten entschieden werden, unter den Projekten waren die des Mathematikers Gabriele Stornaloco aus Piacenza mit dem Schema „ad triangulum“ und das Schema „ad quadratum“, wie die deutschen Kathedralen waren, unterstützt von Heinrich Parler dem Älteren aus Schwäbisch Gmünd. Die erste Option wurde auf der Vollversammlung vom 1. Mai 1392 gewählt. Wenn de’ Grassi für den plastischen Bau der Kathedrale verantwortlich war, so war der Campionese sicherlich für den technischen Teil zuständig, der es ermöglichte, innerhalb weniger Jahre die Kreuzform der Kathedrale, die archiaktischen Kreuzgewölbe, die Wände des Kirchenschiffs und der Seitenschiffe sowie das System der Strebebögen und Strebepfeiler zu errichten.
Einige Unterschiede, die zwischen dem Architrav und der unteren Lünette festgestellt wurden, lassen auf eine Unterbrechung der Arbeiten schließen. Im Jahr 1394 wurden die beiden Architekten gebeten, Gian Galeazzo Visconti in Pavia eine Zeichnung über den Stand der Arbeiten an der Kathedrale vorzulegen. Im Jahr 1396 kehrte der Architekt nach Campione d’Italia zurück, aber seine Anwesenheit wurde auf der Baustelle des Doms für die Wahl der Säulenkapitelle verlangt, eine Wahl, die auf die Entwürfe „ad tabernaculum“ von de’ Grassi fiel. Im selben Jahr begann eine weitere Verpflichtung für da Campione, das Projekt für den Bau der Certosa di Pavia. Seine Anwesenheit auf der Baustelle ist dokumentiert, ebenso wie die anderer Ingenieure des Mailänder Doms und die Bezahlung für ein Projekt, das in Mailand mit Hilfe von Cristoforo da Conigo durchgeführt wurde. Aber es gibt keine Spur seines Entwurfs im Kartäuserkloster, und nur der Grundriss in den Fundamenten bleibt in der Certosa di Pavia.
Seine Unterschrift „Iacobus filius ser Zambonini de Campilione“ findet sich auf dem Tabernakel am Architrav der Tür der nördlichen Sakristei, der Christus als Richter in einer flammenden Mandorla darstellt, die von zwei Heerscharen geflügelter Engel gestützt wird; neuere Studien schreiben den gesamten Skulpturenkomplex seiner Hand zu. In Mailand, in der Domfabrik, war seine Anwesenheit aufgrund seiner Arbeitsfähigkeit so sehr gefordert, dass die Aufsichtsbehörden erklärten, der Dom habe einen großen Verlust erlitten, so sehr, dass er gezwungen war, einen Helfer zu bezahlen, der ihn während seiner Abwesenheit vertrat. Nach seinem Tod wurde sein Leichnam auf Kosten der Domfabrik nach Campione überführt, wo seine Zeichnungen und Projekte aufbewahrt werden.